# Neymar
Neymar da Silva Santos Júnior, brazilski nogometaš, * 5. februar 1992, Mogi das Cruzes, Brazilija.
Neymar igra za brazilski nogometni klub Santos in je tudi kapetan brazilske reprezentance.
Rodil se je 5. februarja 1992, v brazilskem mestu Mogi das Cruzes, materi Nadine Gonçalves in očetu Neymar Pai-u. Ima 4 leta mlajšo sestro Rafaello. Zelo sta si blizu in se odlično razumeta. Leta 2011 je pri svojih 19-ih letih postal oče sinu, ki sta ga z njegovim takratnim dekletom Carolino Dantas poimenovala Davi Lucca.
Svojo nogometno kariero je pričel v Santosu, ko je imel 11 let. Pri 19 letih je postal nogometni zmagovalec severne Amerike 2011 in bil na tretjem mestu leta 2010. Njegov talent je začel odkrivati Betinho. Neymar se je pri svojih 14 letih včlanil v klub FC Santos. Leta 2013 pa je Barcelona Neymarja kupila za 57 milijonov evrov. 
V letu 2014 je Brazilija gostila Svetovno prvenstvo v nogometu. Neymar se je z njo prebil vse do polfinala, ko so z rezultatom 7-1 izgubili proti Nemčiji. Pri tej tekmi ni igral, ker si je težje poškodoval hrbtenico v osmini finala proti Kolumbiji. Če bi ga Juan Zuninga zadel 2 cm višje, bi bil Neymar paraliziran. 
Leta 2015 je doživljal svoje sanje. Z Barcelono je zmagal v finalu lige prvakov proti Juventusu(3-1)in si z Messijem ter Ronaldom delil mesto najboljšega strelca turnirja(11 zadetkov). Barcelona je dobila tudi La Ligo, španski pokal ter klubsko svetovno prvenstvo. Nato se je januarja boril za zlato žogo in končal na 3. mestu.   
Podrl je rekord o najviši prestopni ceni na nogometni tržnic.
Paris Saint-German ga je kupil za rekordno ceno 222 milijonov evrov.